# فورموسوس
فورموسوس هو البابا رقم 111 في قائمة باباوات الكنيسة الكاثوليكية انتخب في 6 أكتوبر عام 891، حيث انتخب انتخاباً غير قانوني، وتوفي في 4 أبريل عام 896 وكان من أعماله تطوير الكنائس وتزيينها.
كان قبل أن يصبح بابا رئيس أساقفة مدينة بورتو، لكنه غادر إلى بلغاريا بعد أن عزله نيكولا الأول ورفض بقاءه في بورتو، حيث كان نشطاً في بلغاريا، لكن بلغاريا أصبحت تتبع الأرثوذكسية الشرقية، حيث غادر منها، وكان قد دخل إلى رابطة تدعى «الأشراف» ضد يوحنا الثامن، وبعد ذلك عين كسفير بابوي لدى الملك لويس الثاني، وأعيد رئيس أساقفة بورتو بأمر من البابا مارينوس الأول.
بعد ذلك انتخب بابا يوم 6 أكتوبر سنة 891 وكان خلال عهده يتبع سياسة سلفه البابا ستيفان الخامس، لكن أرنولف الأول جاء ليحتل روما بعد أن استنجد البابا به، ثم توج إمبراطوراً عليها، لكنه مرض لدرجة أنه أُجبر على مغادرة روما، حيث توفي البابا فورموسوس بعد ذلك.